# ドクターキューブ
ドクターキューブ株式会社（どくたーきゅーぶかぶしきがいしゃ）は、大阪府大阪市北区に本拠を置き、診療予約システムを専門に開発・販売・サポートを行う日本の企業。全国主要都市に拠点を持ち、同分野でトップシェアを持つ。

## 概要
2001年8月設立。診療予約システム専業の開発会社で、同システムの老舗的存在。販売、保守までを一貫して自社で行う。システム化が困難であるとされていた予約システムを1999年12月に開発・発売。5分刻みの予約を可能とした。導入医院数では2017年以降、実績No.1を維持、日本全国で6,000件以上の導入実績（※2025年3月現在）であった（矢野経済研究所調べ）。特に、予防接種予約機能に強みを持つ。日時直接指定の予約の他、時間帯予約、順番取りの方式にも対応する。
診療予約システムは、Webまたは電話からからアクセスできるアプリケーションソフトを利用した診療の予約により、集患管理の効率化を図るシステムである。患者の事前予約により、医療機関の受付の手間及び患者の待ち時間の減少につながるほか、メール、LINEやSMS、電話による「お知らせ機能」で当日の予約時間の通知などが行え、患者・医療機関双方のストレスの減少と、待合室や駐車場の混雑の低減を実現できる。さらには、患者の来院情報などのデータの共有・分析や、混雑する曜日・時間帯の予測から、患者の来院時間を分散させることも可能。インターネットを使い慣れた若年層の利用促進にもつながり、新規患者の獲得に効果がある。同社のシステムでは、年齢（学年）・性別制限、同一ワクチンの相互間隔制限など、予防接種の予約管理にまで対応したものもある。院内表示ディスプレイでは、フルカスタマイズできる方式に強みを持ち、順番・時間・待ち人数・待ち時間など、種々の組み合わせに対応し、テロップや呼び出しで注意事項や休診の案内も流せるほか、複数の画像を自動的に切り替える院内サイネージにも対応する。また、電子カルテやレセコンとのデータ共有システムを拡張。PHCホールディングス、ORCA、BML、ユヤマ、日立、富士通などレセコン、電子カルテ各社とのシステム連携実績も多い。
同社診療予約システムの特徴は、クラウドを使用するのではなく「院内サーバー型」を採用しているため、医院ごとに機能を充実させた自由度の高いカスタマイズと、自社開発であるため幅広い対応力がある点である。そのため、例えば新型コロナウィルス感染症対策として、一般診療の予約において順番予約から時間予約への切り替えなどが必要となった場合でも迅速に行える。また、クリニックによっては、予約に関する患者の希望を盛り込みすぎ、診療予約・管理システムが複雑にになりすぎて使えない状況があったが、同社システムではカスタマイズの幅が広く、状況に合わせて予約枠等の調整を行うことで、こうした問題を解決している。

## 沿革
- 1999年 - 12月、診療予約システム「DoctorQube」第1号を納品。
- 2001年 - 8月、診療予約システム「DoctorQube」の開発、販売、保守を目的とした情報通信コンサルティング株式会社を設立。
- 2002年 - 3月、診療予約システムのI-mode予約機能に、NTT DoCoMoより、LinkToDoCoMoの認証が付与される。
- 2003年 - 3月、かるがも予約機能リリース。
- 2005年 - 10月、病院対応版リリース。当初は8診療科対応であった。
- 2007年
  - 1月、東京都中央区銀座に東京支社開設。
  - 10月、第2世代診療予約システム「DoctorQube08」シリーズリリース。
- 2008年 - 11月、東京大学にて診療予約システム「DoctorQube08」稼動開始。
- 2010年 - 5月、IP電話予約機能リリース。
- 2012年 - 7月、予防接種予約機能リリース。
- 2013年
  - 6月、名古屋市中区丸の内に名古屋営業所開設。
  - 10月、スマート診察券機能リリース。
- 2014年 - 9月、福岡県福岡市博多区に福岡営業所開設。
- 2016年 - 3月、宮城県仙台市青葉区に仙台営業所開設。
- 2017年
  - 3月、北海道札幌市白石区に札幌営業所開設。
  - 11月、札幌営業所を北海道札幌市の新札幌第一生命ビルに移転。
- 2018年
  - 1月、大阪本社を大阪市北区中之島のフェスティバルタワーに移転。
  - 7月、仙台営業所を宮城県仙台市青葉区のトラストタワーに移転。
  - 10月、東京支社を東京都千代田区の帝国ホテルタワーに移転。
- 2019年
  - 5月、資本性資金1億円を日本政策金融公庫より挑戦支援資本強化特例制度の認定を受け調達。
  - 6月、ドクターキューブ株式会社に社名変更。
  - 12月、広島県広島市中区に広島営業所を開設。
- 2020年
  - 6月、LINE連携機能リリース。
  - 11月、名古屋営業所を名古屋市中村区の名古屋三井ビルディング本館に移転。
- 2021年
  - 10月、オンライン診療機能リリース。
  - 12月、福岡営業所を福岡市中央区の天神ビジネスセンターに移転。
- 2022年
  - 3月、英国の経済紙フィナンシャルタイムズが発表した「2022年アジア太平洋地域の急成長企業トップ500社」（High Growth Companies Asia-Pacific 2022）の400位にランクイン[16][17]。
- 2023年
  - 3月、英国の経済紙フィナンシャルタイムズが発表した「2023年アジア太平洋地域の急成長企業トップ500社」（High Growth Companies Asia-Pacific 2023）の466位に2年連続ランクイン[18][19]。
  - 6月、名古屋営業所を名古屋市中村区の大名古屋ビルヂングに移転。
  - 12月、大阪市北区中之島のフェスティバルタワー28Fに大阪本社をフロア移転。
- 2024年
  - 1月、東京都中央区の東京ミッドタウン八重洲に東京支社を移転。
  - 3月、英国の経済紙フィナンシャルタイムズが発表した「2024年アジア太平洋地域の急成長企業トップ500社」（High Growth Companies Asia-Pacific 2024）の452位に3年連続ランクイン[20]。
  - 5月、仙台営業所を宮城県仙台市青葉区中央1-2-3 仙台マークワン17Fに移転。
- 2025年
  - 1月、名古屋営業所を名古屋市中村区名駅の大名古屋ビルヂング19Fへ移転。
  - 3月、4年連続「2025年アジア太平洋地域の急成長企業トップ500社」にランキング[2]

その他

## 所在地
- 大阪本社

大阪府大阪市北区中之島2-3-18 中之島フェスティバルタワー28F
- 東京支社

東京都中央区八重洲2-2-1 東京ミッドタウン八重洲　八重洲セントラルタワー12F
- 名古屋営業所

愛知県名古屋市中村区名駅3-28-12 大名古屋ビルヂング19F
- 福岡営業所

福岡県福岡市中央区天神1-10-20 天神ビジネスセンター15F
- 仙台営業所

宮城県仙台市青葉区中央1-2-3 仙台マークワン17F
- 札幌営業所

北海道札幌市厚別区厚別中央2条5丁目3-31 新札幌第一生命ビル3F
- 広島営業所

広島県広島市中区銀山町3-1 ひろしまハイビル21 14F
出典

## 参考書籍
- 『12人の医院経営ケースファイルⅡ』（梅岡比俊編集、中外医学社）

## 参考サイト
- 【医療機関向け】Web問診システム大手10社を言ってみた【開業医必見】（クリニックナビ・田中大介）
- 【診療所向け】予約・順番待ちシステム11商品の価格・機能・特徴などを言ってみた（Wevery!Channel・河村伸哉）